# Tiipay
 (avril 2025).
Le tiipay ou tipai, aussi appelé diegueño du Sud, est une langue yumane de la branche des langues Delta-Californie parlée aux États-Unis, dans le Sud de la Californie, et au Mexique, dans le Nord de la Basse-Californie. Elle est parfois considérée comme une dialecte du diegueño ou comme une langue distincte de son continuum linguistique.